# Postgeschichte Finnlands
Die Geschichte der Post in Finnland reicht bis ins 17. Jahrhundert zurück, obwohl Finnland erst 1917 die Unabhängigkeit erlangte.

## Schwedische Zeit
Der damalige Generalgouverneur Finnlands, der schwedischen Graf Per Brahe der Jüngere (1602–1680), begründete im 17. Jahrhundert das Postwesen in Finnland. Von Anfang an war die Post auch für die Allgemeinheit zugänglich. Erste Postverbindungen verbanden ab 1638 die beiden Hauptstädte Stockholm und Åbo (Turku), hinzu kamen Postverbindungen ins Innere Finnlands. Die Post wurde zunächst durch Postläufer (schwedisch: Postlöpar) oder mit Ruder- und Segelbooten (Postbauern auf den Åland-Inseln), befördert. Auch hier ging die Entwicklung mit Postreitern und Postfuhren weiter.

## Finnische Post im Russischen Reich

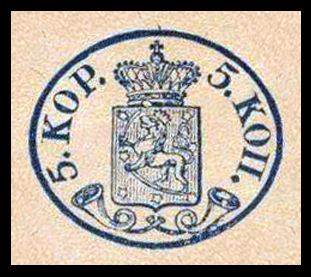
Erste Briefmarke zu 5 Kopeken, 1856

Nach der Einverleibung Finnlands in das Russische Reich (1809) wurde in Åbo eine Postdirektion errichtet, die 1818 in die neue Hauptstadt Helsingfors verlegt wurde. Im gleichen Jahr erschien eine finnische Postordnung. Die ersten Freimarken erschienen am 3. März 1856. Die Eisenbahnstrecke zwischen Helsingfors und Tavastehus, 1862 eröffnet, wurde zur Postbeförderung genutzt. 1890 verlor das finnische Postwesen seine Selbständigkeit.

## Russische Post
Am 1. Mai 1891 wurden in Finnland die russischen Gebühren und Postwertzeichen eingeführt. Daneben behielten die finnischen Marken zunächst ihre Gültigkeit für die Freimachung der Sendungen innerhalb des Großfürstentums und für solche nach dem Ausland. Für Sendungen nach Russland durfte die Portogebühr ab dem 1. Januar 1892 nicht mehr in finnischen Freimarken beglichen werden. Zum 1. August 1900 wurden die finnischen Postwertzeichen nicht mehr für Auslandssendungen zugelassen, um bis Ende des Jahres 1900 völlig beseitigt zu werden.

## Finnische Post
Mit der russischen Oktoberrevolution wurde 1917 unabhängige Staat Finnland gebildet. Durch eine Verordnung vom 26. Juli 1918 wurden alle früheren Verfügungen aufgehoben.

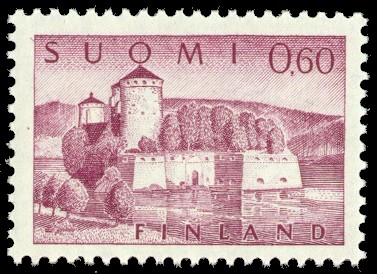
Briefmarke aus dem Jahr 1963. Seit der Währungsumstellung erschienene Marken sind an der Dezimalschreibweise der Wertangabe zu erkennen.

Die Postdirektion in Helsinki (schwedisch Helsingfors) teilte das Land in acht Bezirke, die einem Inspektor unterstellt wurden. An Postanstalten gab es Postämter 1. Klasse mit den nachgeordneten Postämtern 2. Klasse, die wiederum in fünf Klassen unterteilt waren.
Der Postzwang erstreckte sich auf Briefsendungen. Einige Behörden, Beamte und wissenschaftliche Gesellschaften genossen Gebühren- und Portofreiheit. Wobei „Gebührenfreiheit“ Porto, Versicherungs- und Einschreibgebühr einschließt, die „Portofreiheit“ lediglich das Porto.

Briefmarke der Åland-Inseln mit der Darstellung von Trilobiten.

Am 1. Januar 1963 wurde eine Geldabwertung durchgeführt und neue Marken ausgegeben. Die ab 1954 ausgegebenen Marken waren zu 1/100 des Nennwertes weiterhin gültig.
Seit 1984 haben die Åland-Inseln eigene Briefmarken und seit 1993 mit Åland Post eine eigene Postverwaltung.
Mit der Einführung des Euro ab dem 1. Januar 2002 wurden früher ausgegebenen Briefmarken mit Mark-Wertangaben von Finnland und Åland ungültig am 31. Dezember 2011. Anstelle des Nennwertes in Euro wird von der Posti Group auf den meisten Briefmarken lediglich die Beförderungsklasse angegeben.
Das Postmuseum Finnlands befindet sich in Tampere.